# Eretiscus tonnii
Eretiscus tonnii är en utdöd fågel i familjen pingviner inom ordningen pingvinfåglar. Den beskrevs 1981 utifrån fossila lämningar från miocen funna i Argentina.